# Bomazi
Bomazi ist der Ahnengott in der Mythologie der Bushongo aus dem Gebiet des Kongo. Er wird als ein hellhäutiger Mann, der vom Himmel kam und einem älteren, kinderlosen Paar erschien und ihnen sagte, dass sie eine Tochter bekommen würden, beschrieben. Sie hatten tatsächlich eine Tochter, und als sie heranwuchs, heiratete Bomazi sie. Ihre fünf Söhne wurden die Häuptlinge der fünf Bushongo-Stämme.